# Soluzione glucosata
Una soluzione glucosata è una soluzione di destrosio in acqua da somministrare per via endovenosa a fini terapeutici.

## Tipologie
I tipi di soluzione utilizzati sono vari. Per esempio:
- D5W (5% di destrosio in acqua), che consiste di 278 mmol/L destrosio
- D5NS (5% di destrosio in soluzione fisiologica)
- 10% di glucosio in acqua - 556 mmol/L
- 20% di glucosio in acqua - 1100 mmol/L

La percentuale è calcolata sulla massa, così una soluzione al 5% di glucosio/destrosio contiene 50 mg/ml (numero di moli= peso in grammi/peso molecolare in grammi) di glucosio, ovvero 50 g/L, ovvero 5 g di glucosio ogni 100 mL.
Il glucosio fornisce energia per 4 kcal/grammo, quindi una soluzione glucosata al 5% fornisce 0,2 kcal/ml. Il destrosio in soluzione è di solito destrosio monoidrato, che produce 3,4 kcal/grammo, pari a 0,17 kcal/ml

## Indicazioni terapeutiche
- Correzione di deficit di acqua libera;
- supporto calorico in varie circostanze, ma mai come sostituto in toto dei preparati per nutrizione parenterale;
- veicolo di trasporto di altri farmaci compatibili con la soluzione.

## Controindicazioni
Stati di iperglicemia, deidratazione ipotonica, iperidratazione